# Eudemão (governador)
Eudemão (em latim: Eudaemon; em grego: Ευδαιμων; romaniz.: Eudaimon) foi um governador provincial romano do século V, ativo no Império Romano do Ocidente. De origem nobre, foi pai de Maria. Morava na África durante a invasão vândala e sobreviveu à queda da província, vindo mais tarde, ca. 443/448, a tornar-se um governador provincial no Ocidente.